# Røssvatnet
Røsvatnet (samisk Reevhtse) er Norges næststørste sø med et areal på 219 km². Den ligger i Hattfjelldal og Hemnes kommuner i Nordland fylke, 383 meter over havet. Røsvatnet blev reguleret i 1957. Søen har en omkreds på 256,37 km, en dybde op til 240 m (231 m før reg.) og et volumen på 14,80 km³ (12,60 km³ før reg.).
Området omkring Røssvatnet har været beboet siden stenalderen.
I perioden 1928-79 blev der gjort en række observationer af en stor skabning i vandet, tolket som et søuhyre. 